# Ленинск (Омская область)
Ленинск — деревня в Оконешниковском районе Омской области России. Входит в состав Крестинского сельского поселения.

## История
В соответствии с Законом Омской области от 30 июля 2004 года № 548-ОЗ «О границах и статусе муниципальных образований Омской области» деревня вошла в состав образованного муниципального образования «Крестинское сельское поселение». 

## География
Расположена на юго-востоке региона, в пределах Западно-Сибирской равнины.
Уличная сеть состоит из двух географических объектов: ул. Гагарина и ул. Первомайская.

## Население
| 2002 | 2010 |
| ---- | ---- |
| 140  | ↘120 |

## Инфраструктура
Личное подсобное хозяйство.

## Транспорт
Просёлочные дороги. 